# Fascite necrotizzante
Per fascite necrotizzante in campo medico, si intende una forma particolare e rara di infezione degli strati profondi della pelle e dei tessuti sottocutanei, che si espande rapidamente attraverso la componente molle del tessuto connettivo che permea il corpo umano (fascia).
La malattia, di natura batterica, si sviluppa in modo rapido e aggressivo e, se non viene trattata al più presto, evolve in una lesione cutanea, accompagnata da effetti vistosi quali bolle, vescicole e trombosi capillare, seguiti da necrosi dei tessuti sottocutanei, shock settico e morte.

## Sintomatologia
La fascite inizia localmente, in una zona ove si sia verificato un trauma anche minore, sebbene in molti casi non sia stato possibile risalire all'evento traumatico all'origine dell'infezione. La zona interessata diventa presto estremamente dolente, in modo del tutto sproporzionato rispetto al danno esteriore. Nel giro di qualche ora solitamente il tessuto interessato si gonfia; sintomi frequenti a questo stadio sono diarrea e vomito. In caso di lesioni abbastanza superficiali, la pelle può mostrare segni di infiammazione e arrossamento, dopodiché il suo colore può diventare blu o viola. Si verifica generalmente la formazione di vesciche, con conseguente necrosi dei tessuti sottocutanei, i quali incominciano a emanare odore di decomposizione. In questo stadio i pazienti hanno una febbre molto alta e le loro condizioni generali sono gravi. Se non si procede alla terapia chirurgica, si sviluppa in breve uno shock settico, la cui conseguenza è un collasso sistemico generalizzato e la morte.
Il tasso di mortalità della fascite necrotizzante si aggira intorno al 73%; le possibilità di sopravvivenza variano drasticamente a seconda della tempestività dell'intervento.

## Eziologia
I batteri interessati sono soprattutto: streptococchi del Gruppo A, Vibrio vulnificus, Clostridium perfringens, Bacteroides fragilis. Tra questi, gli streptococchi del Gruppo A (noti anche come Streptococcus pyogenes, responsabili del comune mal di gola) sono la causa più frequente.
I batteri detti vengono spesso chiamati batteri mangia-carne, definizione in realtà impropria, perché i batteri non si nutrono del tessuto, bensì ne causano la distruzione e la decomposizione mediante il rilascio di tossine: S. pyogenes produce un'esotossina che si comporta da superantigene, in grado quindi di attivare i linfociti T in modo non-specifico e sproporzionato, il che causa la sovraproduzione di citochine.

## Diagnosi e terapia
La diagnosi è confermata da colture di sangue e aspirazione di pus dal tessuto infetto, tuttavia è necessario procedere a un trattamento medico tempestivo; si deve procedere quindi alla somministrazione di antibiotici a largo spettro non appena si sospetta la malattia, farmaci che nelle prime fasi consistono spesso in una combinazione intravenosa di penicillina, vancomicina, clindamicina e altri antibiotici. Se si sospetta la fascite necrotizzante, è necessario un intervento di chirurgia esplorativa, il quale risulta spesso in un aggressivo sbrigliamento, ossia nella rimozione di ampie porzioni di tessuto infetto e, nel caso di infezioni alle regioni periferiche, nell'amputazione dell'arto. Interventi chirurgici ripetuti possono rendersi necessari. Solitamente, questi interventi lasciano grandi ferite aperte, per coprire le quali si deve successivamente procedere a trapianti di pelle e di tessuto. La mobilità può risultarne gravemente compromessa.
Per far fronte alla violenta risposta infiammatoria del corpo e all'abbassamento della pressione sanguigna conseguente allo shock settico, la maggior parte dei pazienti viene trasferita in terapia intensiva, dove vengono effettuate trasfusioni di liquidi e sangue. In caso di ripresa, le condizioni generali devono essere monitorate per settimane o mesi dopo l'intervento.
Come nel caso di altre patologie in cui il paziente subisce ferite estese e distruzione tissutale, la terapia in camera iperbarica può essere d'aiuto.

## Cinema e televisione
La malattia appare nel film Cabin Fever, diretto da Eli Roth, anche se per un'incredibile coincidenza nessuno dei personaggi muore per colpa del suo rapido sviluppo.
Nella puntata 6 della seconda stagione della serie The Good Doctor, la malattia appare partendo dal dito di una violoncellista e a causa della divergenza di opinioni tra due specializzandi, alla ragazza viene amputato il braccio destro per le complicazioni sopraggiunte.
In The Night Shift ep. 7, stagione 2, una paziente rivela i sintomi e viene trattata per essa.
In Scrubs è presente una puntata ove viene messa in luce la difficoltà di diagnosi e l'importanza della preparazione e dello studio dei medici.
In Grey's Anatomy ep. 1-2, stagione 10, una paziente rivela i sintomi a seguito di una ferita al collo e si tenta un'operazione di sbrigliamento, ma l'infezione si è ormai diffusa agli organi perciò si procede con una terapia antibiotica aggressiva.
Anche nell'episodio 9 dell'unica stagione della serie tv Eleventh Hour il protagonista dottor Hood ha a che fare con il caso di uno studente con grave fascite necrotizzante, che sembra essere collegata alla morte apparente del giovane che, una volta ritornato da questo stato, sviluppa i sintomi della malattia.
Nell'episodio numero 4 della quinta stagione di Chicago Med e nei suoi crossover di Chicago P.D. e Chicago Fire è presente la fascite necrotizzante come forma di epidemia.
Nell’episodio 8 della stagione numero 5 di The Vampire Diaries nella scena in cui Damon inietta il batterio al Prof. Wes
Nella quarta stagione di Z Nation, la minaccia al genere umano chiamata "Arcobaleno nero", non è altri che un progetto di diffusione di massa di fascite necrotizzante, volto a sterilizzare il pianeta e ripartire da zero.
Nell'episodio 8 della prima stagione di Transplant dove il batterio infetta una donna incinta curata dal dottor Hamed.
"Fascite necroide" è il terzo brano del disco "Necroide" dei Bachi da pietra.